# Hanc tibi nimbiferam quondam pie sceptriger odam
Hanc tibi nimbiferam quondam pie sceptriger odam (pol. Tę burzliwą odę tobie, niegdyś pobożny dzierżycielu berła) –  średniowieczny poemat po łacinie, autorstwa Grzegorza z Sanoka, napisany z okazji śmierci Władysława Jagiełły.
Utwór, wraz z informacją o autorstwie, zawarty jest w księdze XI Roczników Jana Długosza pod rokiem 1434. Tekst występuje w opracowaniach także jako Wiersz na śmierć Władysław Jagiełły lub Epitafium Władysława Jagiełły. Składa się ze 114 wersów, ułożonych dystychami elegijnymi (57 dwuwersowych dystychów). Rymy są niezbyt regularne.
Epitafium, upamiętniające zmarłego w 1434 Władysława Jagiełłę, napisane przez Grzegorza z Sanoka w młodym wieku, ma typową formę dla tego rodzaju utworów i nie wyróżnia się na tle średniowiecznych epitafiów. Prawie w całości poświęcone jest biografii króla, z dokładnymi datami, w tym także dziennymi. Autor wylicza zasługi władcy dla kraju, szerzenia wiary, rozwoju nauk, podkreśla cnoty i osobiste zalety zmarłego. Na początku utworu pojawiają się bezpośrednie zwroty do króla, jak osobiste wyznania i podziękowania. W zakończeniu utworu znajduje się wezwanie do modlitwy oraz informacje o autorze (syn Piotra, pochodzący z Sanoka).